# Otto Froitzheim

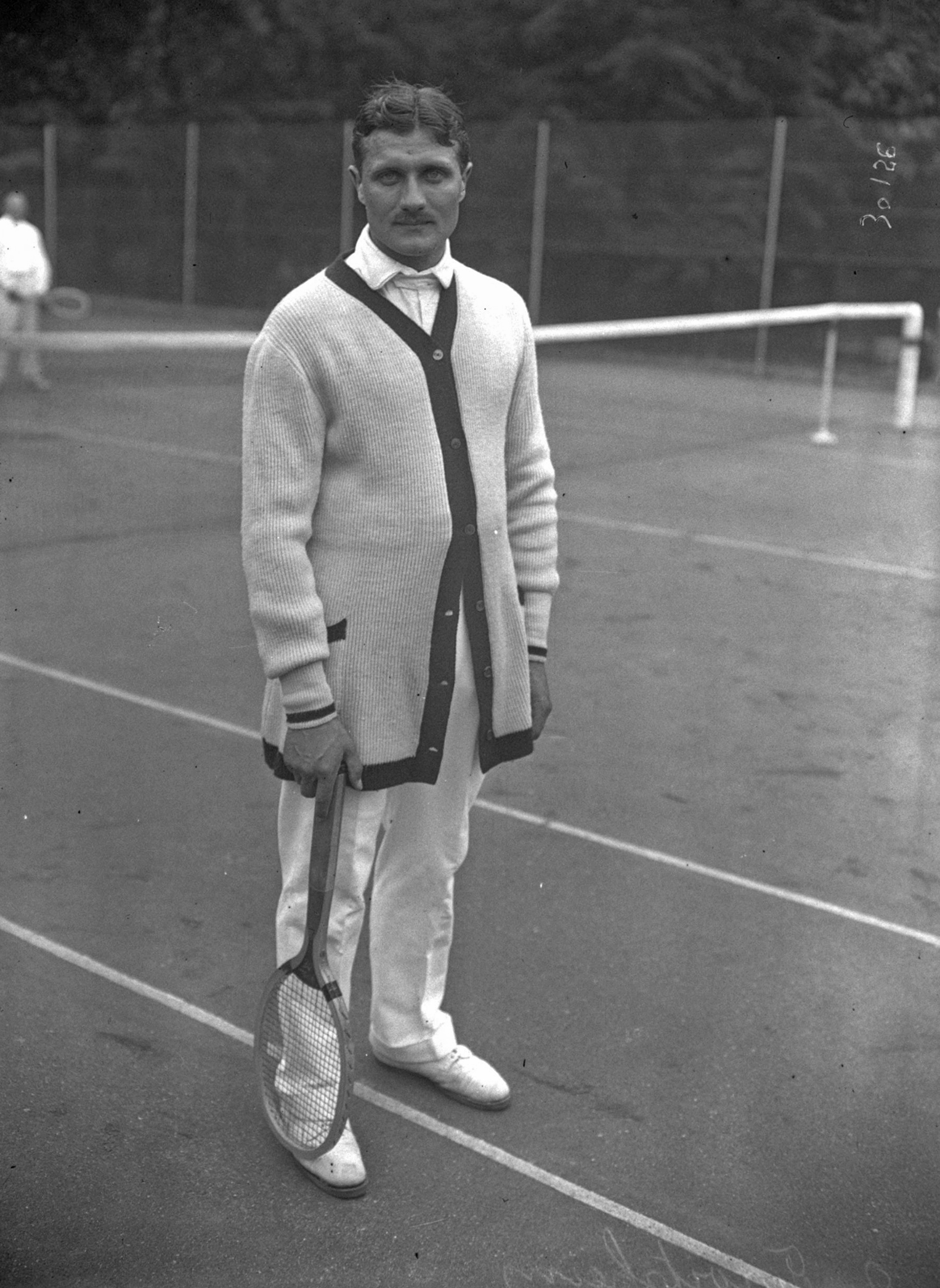
Otto Froitzheim, flerfaldig tysk mästare i tennis

Otto Froitzheim, född 24 april 1884 i Strassburg, dåvarande tyska kejsarriket, död 27 oktober (möjligen 29 oktober) 1962 i Aachen, var en tysk tennisspelare.

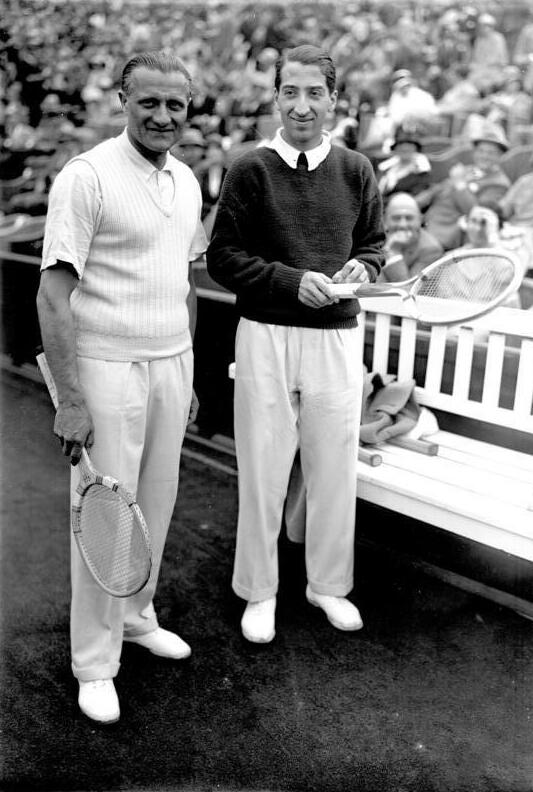
Otto Froitzheim (till vänster) och fransmannen René Lacoste under en landskamp mellan Tyskland och Frankrike 1929

Frotzheim var under 1900-talets andra och tredje årtionde Tysklands bäste manlige tennisspelare. Han var flerfaldig tysk mästare och vann mästerskapet (numera Hamburg Masters) 7 gånger (1907, 1909-1911, 1921-1922 och 1925). År 1912 blev han singelmästare i World Harcourt Championship som då spelades för första gången. 
Froitzheim deltog i Olympiska sommarspelen 1908 i London utomhus på grusunderlag och nådde singelfinalen. Han förlorade dock denna mot engelsmannen Josiah Ritchie. 
Han deltog i det tyska Davis Cup-laget 1913-14 och 1927-28. Han spelade totalt 8 matcher för laget men vann endast en. Bland motståndarna fanns flera av dåtidens tennisgiganter som amerikanerna Maurice McLoughlin och R. Norris Williams (1913) och australasiens Anthony Wilding och Norman Brookes (1914) som alla besegrade Froitzheim. Sin enda DC-seger vann Froitzheim 1927 över den grekiske spelaren Max Balli
I mitten på 1920-talet var Froitzheim förlovad med den tyska fotografen Leni Riefenstahl.